# Dante Lattes
Dante Lattes est un rabbin, écrivain, journaliste et linguiste italien du XXe siècle (1876 - 1965), dont les écrits ont influencé trois générations de Juifs italiens.

## Éléments biographiques
Dante Lattes naît à Pitigliano, en Toscane. Il étudie au collège rabbinique de Livourne avec Elie Benamozegh, avant de s'établir à Trieste en 1896, où il devient codirecteur du Corriere Israelitico avec Ricardo Curiel. Ardent partisan de la cause sioniste, il fait découvrir à son lectorat la pensée de Leon Pinsker, Ahad HaAm, Moses Hess, Haïm Nahman Bialik et Martin Buber.
Durant la Première Guerre mondiale, il est nommé rabbin de la communauté de Sienne et fonde en 1915 l'hebdomadaire Israël à Florence, en collaboration avec Alfonso Pacifici. 
Il est le grand-père d'Amos Luzzatto.

## Œuvres
- Apologia dell’Ebraismo (1923)
- Il Sionismo, éd. Paolo Cremonese, Rome, 1928.